# Radovan Pavić
Radovan Pavić (Delnice, 30. svibnja 1933. – Zagreb, 4. svibnja 2020.) bio je hrvatski politički geograf, geopolitičar i ekonomist.

## Životopis
Radovan Pavić rodio se u Delnicama 1933. u obitelji općinskoga suca rođenog u Zagrebu, koji je nakon službovanja u Ogulinu premješten u Delnice. Diplomirao je, magistrirao, a 1978. i doktorirao na Geografskom odsjeku Prirodoslovno-matematičkog fakulteta Sveučilišta u Zagrebu temom Prilozi analizi socijalno-geografske strukture Gorskog Kotara i ogulinsko-plaščanske submontane udoline. Osim na Prirodoslovno-matematičkom fakultetu diplomirao je i na Ekonomskom fakultetu u Zagrebu. Cijeli je radni vijek, od 1963. do umirovljenja, 2000., predavao na Fakultetu političkih znanosti u Zagrebu. Bio je jedan od najpopularnijih predavača svoje generacije. Izvodio je nastavu na predmetu Opća politička geografija i geopolitika. Utemeljitelj je, popularizator i veliki promicatelj političke geografije i geopolitike u Hrvatskoj. Njegov golemi opus uglavnom čine opći i regionalni geopolitički sadržaji iz cijelog svijeta te iz Hrvatske u vrijeme Domovinskog rata. Bio je suradnik časopisa Političke misli od njegova osnutka 1964., kao i suradnik kulturno-političke revije Hrvatsko slovo te Geografskoga glasnika. Članke je objavljivao i u brojnim poznatim dnevnicima i tjednicima. Široj je javnosti postao poznat tijekom Domovinskoga rata. 

## Djela
- Problemi geopolitičkih deformacija (Geografski pregled, 1964. – 1965.)[3]
- Uvod u opću političku geografiju i geopolitiku (1971., skripta)[3]
- Osnove ekonomske geografije Jugoslavije (1972.)[3]
- Osnove opće i regionalne političke geografije, geopolitike i geostrategije: (skripta za slušače studija pri Fakultetu političkih nauka Sveučilišta u Zagrebu), Sveučilište u Zagrebu, Fakultet političkih nauka, Zagreb, 1973.
- Život i djelo Jurja Križanića: zbornik radova, Fakultet političkih nauka Sveučilišta u Zagrebu, Zagreb, 1974. (urednik)
- Izvori velikosrpske agresije: rasprave/dokumenti: kartografski prikazi, August Cesarec-Školska knjiga, Zagreb, 1991., (engl. izd., Centar za strane jezike Zagreb-AGM d.o.o., Zagreb, 1993.), (prir. Bože Čović), (suautori Miroslav Brandt, Bože Čović, Slaven Letica, Zdravko Tomac, Mirko Valentić i Stanko Žuljić)
- Geografija gorske Hrvatske: prilozi analizi socijalno-geografske strukture Gorskoga kotara i Ogulinsko-plaščanske submontalne udoline, Zdenko Mance, Vrata, 2012.